# Sinalização (telecomunicações)
Sinalização telefônica é o termo genérico para qualquer tipo de sinalização usada nos sistemas de telefonia.
Entre estes sistemas podemos citar:
- Sinalização decádica - a antiga sinalização gerada pelos discos telefônicos ou por circuitos geradores de pulsos,
- Sinalização DTMF - os tons de discagem (touch tones) usados nos telefones convencionais atuais,
- Sinalização acústica - as cadências do tom de 425 Hz que se ouvem ao colocar o monofone ao ouvido,
- Sinalização por canal associado ou "Sinalização associada ao canal" - CAS, utilizada em enlaces PCM,
- Sinalização por canal comum - conhecida por Sistema de Sinalização por Canal Comum N° 7 (CCITT N° 7 ou ITU-T N° 7,
- MF
- MFC
- Sinalização de linha
- Sinalização entre Registradores ou Sinalização "de Registro"